# Kosztolányi Ádám
Nemeskosztolányi Kosztolányi Ádám, írói álnevén: Dömötör Sándor (Budapest, 1915. április 18. – Budapest, 1980. április 17.) író, költő, műfordító, vallásfilozófus, Kosztolányi Dezső és Kosztolányi Dezsőné Harmos Ilona (Görög Ilona) fia.

## Élete
Kiváló képességű ember volt, ám idegbeteg és alkoholizmusra hajlamos. Egy kiadónál dolgozott mint recenzens, franciául és németül is jól beszélt. Apja nyomdokaiba akart lépni. Mikor apja meghalt, összepakolta holmiját és világgá ment: párizsi, londoni, római és bécsi szállodákban időzött. Édesanyjának rendszeresen pénzt követelő leveleket írt. Egy ízben látogatást tett Márai Sándornál is, akitől kölcsönkért, és azt mondta neki, hogy édesanyja állja majd a számláját, az asszony azonban megelégelte fia dolgait.
A nemzetiszocialista időkben családja, édesanyja zsidó származása miatt, üldöztetésnek volt kitéve. A nyilasok több alkalommal is rájuk törtek és letartóztatták őket, pénzt és emléktárgyakat vittek magukkal. Közfelháborodás hatására azonban visszaadták ezeket. Kosztolányi Ádám később is félt a támadástól és a betöréstől, 1948-ban ugyanis fegyvervásárlási engedélyért folyamodott a belügyminiszterhez, önvédelmi célból.
Naplójegyzeteit, elmélkedéseit, Paul Claudel műveinek fordítását, valamint vallásfilozófiai tárgyú írásait a Vigilia közölte. Vallásbölcseleti írásai és visszaemlékezése édesapjára megjelent a párizsi Irodalmi Újságban. Jegyzetei napvilágot láttak az Élet és Irodalomban, majd élete vége felé kisebb terjedelmű, aforisztikus írásai a Magyar Nemzetben. Utóbbi lap munkatársai ösztönözték, hogy egy nagyobb volumenű munkát készítsen édesapjáról, ami már nem valósult meg. A 65. születésnapja előtti napon halt meg.

## Munkái
- Naplójegyzetek (Vigilia, 1974. 4. sz.).
- Kosztolányi Ádám: Keserű nevetés: Összegyűjtött írások. Budapest: Jaffa. 2018.  ISBN 9789634751281